# Hermann Theobald Petschke
Hermann Theobald Petschke, född 21 mars 1806 i Bautzen, död 28 januari 1888 i Leipzig, var en tysk tonsättare.
Petscke var filosofie doktor, titulärt hovråd och medlem av Gewandhauskonserternas i Leipzig styrelse. Han komponerade manskvartetter, bland vilka i synnerhet Välkommen till våren blev bekant i Sverige.